# Новий (Новокузнецький район)
Но́вий (рос. Новый) — селище у складі Новокузнецького району Кемеровської області, Росія. Входить до складу Сосновського сільського поселення.
Стара назва — Підсобне хозяйство.

## Населення
Населення — 13 осіб (2010; 13 у 2002).
Національний склад (станом на 2002 рік):
- росіяни — 92 %